# スールー州

スールー州

スールー州（スールーしゅう、Province of Sulu）は、フィリピン南西部にあるスールー諸島の3つの内の1州である。州都は最大の島ホロ島に位置する地方自治体の1つであるホロ（Jolo）であり、州内には市がない。面積は1,600.4km2、人口は1,000,108人（2020年国勢調査）。

## 歴史
スールー州はバシラン州（バシラン島）の南からカリマンタン島までをその領域としていたが、南部のタウィタウィ諸島がタウィタウィ州として分離、新設された。
1990年よりイスラム教徒ミンダナオ自治地域に属した。自治地域は2019年にバンサモロ自治地域（Bangsamoro Autonomous Region in Muslim Mindanao, BARMM）に改編されたが、スールー州はバンサモロ基本法を批准しなかった。しかし未批准にかかわらず事実上バンサモロ自治地域の一部として扱われた。
2024年9月9日、最高裁判所はスールー州がバンサモロ自治地域の一部ではないと宣言し、11月26日に正式に離脱した。

## 地理
北にスールー海、南にセレベス海に挟まれている。

## 衛生
スールー州は、パラワン州やタウィタウィ州などと共に、熱帯性マラリアの発生地域でもあり、感染に悩んでいる。